# 溝口三郎 (農業土木学者)
溝口 三郎（みぞぐち さぶろう、1893年（明治26年）11月26日 - 1962年（昭和37年）9月10日）は、日本の農業土木学者、農林技官、政治家。参議院議員（1期）、農学博士。

## 経歴
長野県、現在の上田市で溝口多門司の長男として生まれる。1920年（大正9年）東京帝国大学農学部農学科を卒業した。新潟県産業技師となり、青森県耕地課長を経て、1928年 (昭和3年）農林省農務局に転じた。1938年（昭和13年）青森県三本木原開墾国営事務所長兼秋田県田沢疎水開墾国営事務所長に就任した。1941年（昭和16年）農林省耕地課長に転じ、農地開発法の制定や、戦時下の食糧増産政策の推進を担った。
戦後、1945年（昭和20年）農林省開拓局第二部長に就任し、復員者などの生活支援と、切迫した食糧不足に対応するため開拓事業を進めた。1947年（昭和22年）12月、同局建設部長兼工程調整室長に転じ、土地改良事業を担い、1949年（昭和24年）に退官した。
1950年（昭和25年）6月、第2回参議院議員通常選挙に全国区から出馬して、土地改良団体の支援を得て当選し、緑風会に所属し参議院議員を1期務めた。この間、第3次吉田内閣の労働政務次官などを務めた。
その後、農業土木研究所理事長、全国農業土木技術連盟顧問、農地開発機械公団顧問、日本農業土木コンサルタンツ顧問、河川水温調査会副会長、土地改良新聞社長などを務めた。
1962年（昭和37年）9月10日死去、68歳。死没日をもって勲三等旭日中綬章追贈（勲四等からの昇叙）、従四位から正四位に叙され、さらに従三位へ位一級追陞。

## エピソード
1953年（昭和28年）7月10日の菅平硫黄採掘反対運動公聴会で、公益代表意見陳述人として禁止区域の指定を意見した。また地元の運動費に5千円を寄付している。

## 研究業績
- 1949年 農学博士（京都大学）[2][3]
  - 学位論文「灌漑水温に関する農業土木学的研究」[3]
- 灌漑水温に関する調査を広範囲に行い、その研究業績を残した[3]。

## 著作
- 『国土計画の話』〈農村新体制読本4〉帝国農会、1940年。
- 『開拓論』雄鶏社、1948年。
- 『土地改良』雄鶏社、1949年。
- 『潅漑排水』雄鶏社、1949年。